# Coverage
Coverage ist ein Vektor-Datenformat. Die Firma ESRI entwickelte dieses Format ursprünglich 1981 für ihr GIS-Programm ArcInfo. 
Das Coverage zugrunde liegende Modell enthält innerhalb einer Ordnerstruktur (Feature Dataset) verschiedene Geometrietypen (Feature-Klassen). Die Geometrietypen bedingen sich untereinander.